# Corydoras melanotaenia
El comúnmente llamado basurero verde dorado o Corydoras melanotaenia es una especie de pez de la familia Callichthyidae en el orden de los Siluriformes.

## Morfología
Es un pez asimétrico, que presenta la zona ventral aplanada y la dorsal curvada. Esta forma se halla adaptada a la vida en la zona demersal.
La cabeza es más grande que el cuerpo, que se va estrechando hasta llegar a la cola. Carece de escamas, cuenta con placas óseas que se solapan unas encima de las otras. Posee una aleta adiposa, que es típica de esta familia, detrás de la aleta dorsal. La aleta dorsal posee una espina venenosa que le sirve a defenderse contra un eventual depredador. El pez crece hasta 2,3 pulgadas (5,8 cm) de largo. 

## Distribución geográfica
Sólo es conocida en la cuenca alta del río Meta en Colombia, cuyas aguas no son muy profundas. En su medio natural suele vivir en aguas cercanas a las orillas del río, en fondos arenosos. Su hábitat está principalmente constituido de arena fina, madera y agua oxigenada.

## Coloración
Su patrón de colores es variado; dependiendo de los reflejos puede presentar una coloración amarilla/dorada, naranja o incluso marrón claro. Aquí figuran todos los tipos de patrones de coloración de C. melanoteania.

## Párametros del agua
PH: 6.0-7.5
GH: 5-20
Temperatura: 22-26 °C
No aprecia las altas temperaturas, tampoco la sal y muchos medicamentos, en especial los que contienen cobre.
En su hábitat natural los parámetros son:
PH: 5.6-7.3
Conductividad: 82,4 - 192

## Alimentación
Aunque sea de naturaleza omnívora, es un pez a tendencia carnívora. Necesitará entre 75-95% de proteínas animales y complemento vegetal según las estaciones.
Se alimenta principalmente en el fondo con alimentos en forma de pastillas, alimentos vivos (Tubifex, Daphnia, gusanitos, y a veces larva roja y Artemia). Acepta sin problema alimentación congelada.
Es aconsejable un aporte de alimentación vegetal de vez en cuando, ya sea a base de pastillas de fondo de espirulina, papillas caseras o vegetales hervidos. En la naturaleza se alimenta de un 12% de algas.